# Montebello (Califórnia)
Montebello é uma cidade localizada no estado americano da Califórnia, no Condado de Los Angeles. Foi incorporada em 16 de outubro de 1920.

## Geografia
De acordo com o United States Census Bureau, a cidade tem uma área de 21,7 km², onde 21,6 km² estão cobertos por terra e 0,1 km² por água.

### Localidades na vizinhança
O diagrama seguinte representa as localidades num raio de 8 km ao redor de Montebello.

## Demografia
Segundo o censo nacional de 2010, a sua população é de 62 500 habitantes e sua densidade populacional é de 2 896,92 hab/km². Possui 19 768 residências, que resulta em uma densidade de 916,26 residências/km².